# Provinz Granma
| Granma             | Granma         |
| ------------------ | -------------- |
| Karte              |                |
|                    |                |
| Hauptstadt         | Bayamo         |
| Fläche             | 8.374,24 km²   |
| Einwohner          | 834.380 (2012) |
| Bevölkerungsdichte | 99,6 EW/km²    |
| ISO-Code           | CU-12          |

Granma ist eine Provinz im Südosten Kubas. Ihre Hauptstadt ist Bayamo. Bis zur Verwaltungsreform im Jahr 1976 war sie Teil der deutlich größeren Provinz Oriente.

## Geografie
Die Provinz Granma hat eine Gesamtfläche von 8374,24 km². Im Westen bildet der Golf von Guacanayabo die natürliche Grenze, im Süden die Karibik. Die Provinzen Las Tunas, Holguín und Santiago de Cuba schließen sich im Norden, Nordwesten und Westen an.
Der Gebirgszug Sierra Maestra liegt zu weiten Teilen im Verwaltungsgebiet der Provinz Granma.
An der Grenze zur Nachbarprovinz Santiago de Cuba liegt die mit 1974 m höchste Erhebung des Landes, der Pico Turquino. Im südöstlichsten Zipfel der Provinz wurde 1986 der Nationalpark Desembarco del Granma gegründet.

## Geschichte
Mit der Landung der aus Mexiko kommenden Revolutionäre um Fidel Castro und Ernesto Che Guevara mit der Yacht Granma begann am 2. Dezember 1956 im Bereich der heutigen Provinz Granma die kubanische Revolution. Zu dieser Zeit hatten den Revolutionäre ihr Hauptquartier, die Comandancia General de La Plata, inmitten der Sierra Maestra errichtet. Im Gedenken an diese Ereignisse erhielt die Provinz im Zuge einer Verwaltungsreform 1976 ihren heutigen Namen.

## Verwaltungsgliederung
Die Provinz Granma gliedert sich in 13 Municipios. In allen Municipios sind die Verwaltungssitze in den gleichnamigen Städten beheimatet.
| Municipio (Verwaltungssitz)     | Fläche in km² (2010) | Einwohner (2010) | Einwohner pro km² (2010) |
| ------------------------------- | -------------------- | ---------------- | ------------------------ |
| Bartolomé Masó (Bartolomé Masó) | 637,93               | 51.868           | 81,3                     |
| Bayamo (Bayamo)                 | 927,90               | 231.074          | 249,0                    |
| Buey Arriba (Buey Arriba)       | 477,79               | 32.750           | 68,5                     |
| Campechuela (Campechuela)       | 585,01               | 45.099           | 77,1                     |
| Cauto Cristo (Cauto Cristo)     | 552,74               | 21.495           | 38,9                     |
| Guisa (Guisa)                   | 592,29               | 49.580           | 83,7                     |
| Jiguani (Jiguaní)               | 629,89               | 61.053           | 96,9                     |
| Manzanillo (Manzanillo)         | 498,95               | 131.158          | 262,9                    |
| Media Luna (Media Luna)         | 367,25               | 34.868           | 94,9                     |
| Niquero (Niquero)               | 579,77               | 41.760           | 72,0                     |
| Pilón (Pilón)                   | 462,30               | 30.470           | 65,9                     |
| Río Cauto (Río Cauto)           | 1.502,14             | 47.407           | 31,6                     |
| Yara (Yara)                     | 560,28               | 57.784           | 103,1                    |
| Gesamt                          | 8.374,24             | 836.366          | 99,9                     |

## Personen (Auswahl)
- Yanet Cruz (* 1988), Speerwerferin